# Bertha Antonia Wallner
Bertha Antonia Wallner (* 20. August 1876 in München; † 29. Oktober 1956 ebenda) war eine deutsche Musikwissenschaftlerin.

## Leben
In München als Tochter des Justizrats Andreas Wallner geboren, absolvierte sie dort das Gymnasium und die Universität. Nachdem sie zuerst den Schuldienst angestrebt und die Lehrerinnenprüfung abgelegt hatte, widmete sie sich der Musikwissenschaft und studierte bei Adolf Sandberger, der ihr Mentor wurde und der sie bei der Gesellschaft zur Herausgabe von Denkmälern der Tonkunst in Bayern anstellte. 1910 promovierte sie bei ihm über Musikalische Denkmäler der Steinätzkunst des 16. und 17. Jahrhunderts. Von 1942 bis 1945 war sie am Salzburger Mozarteum beschäftigt.

## Schaffen
Wallner gehörte zu den frühesten Musikwissenschaftlerinnen, die innerhalb des damals ganz von Männern dominierten Fachs eine gewisse Karriere machen konnten. Neben der Tätigkeit bei der Herausgabe der Denkmäler der Tonkunst in Bayern wirkte sie auch als Herausgeberin für die Denkmäler deutscher Tonkunst. Neben editorischen Aufgaben widmete sie sich besonders der Quellenforschung und der Münchner Lokalgeschichte. Sie gab 1952 die Urtextausgabe aller Beethoven-Klaviersonaten im G. Henle Verlag heraus.

## Schriften (Auswahl)
- Musikalische Denkmäler der Steinätzkunst des 16. und 17. Jahrhunderts: nebst Beiträgen zur Musikpflege dieser Zeit, Selbstverlag: Amberg 1911.
- Ein geätzter Notentisch aus dem Zisterzienser Reichsstift Kaisheim, Knorr & Hirth: München 1932.
- Das Buxheimer Orgelbuch, hg. v. Bertha Antonia Wallner, Breitkopf & Härtel: Kassel 1958.